# Federação Romena de Voleibol
A Federação Romena de Voleibol  (em romeno: Federaţia Română de Volei FRV) é  uma organização fundada em 1947 que governa a pratica de voleibol na Romênia. Membro da Federação Internacional de Voleibol e da Confederação Européia de Voleibol, a entidade é responsável por organizar os campeonatos nacionais de  voleibol masculino e feminino.

## Competições
- Campeonato Romeno de Voleibol Feminino - Divisão A1
- Campeonato Romeno de Voleibol Feminino - Divisão A2
- Campeonato Romeno de Voleibol Masculino - Divisão A1
- Campeonato Romeno de Voleibol Masculino - Divisão A2